# 아이티왕지네
아이티왕지네(Haitian Giant Centipede)는 학명은 스콜로펜드라 알테르난스(Scolopendra alternans)이며, 왕지네속에 속한다. 플로리다에서 쿠바, 바하마, 자메이카, 아이티, 도미니카 공화국, 푸에르토리코, 베네수엘라를 거쳐 브라질 북부에 이르기까지 분포한다.. 몸길이는 18 cm 정도까지 자란다.
종종 애완동물로 기르기도 하며, 한국에서는 "헤이티안 자이언트 센티페드(아이티 왕지네)"라는 이름으로 애완동물 가게에서 유통되나, 국내에 '헤이티안 자이언트 센티페'드란 이름으로 수입된 종은 알테르난스가 아닌 베트남왕지네(Scolopendra subspinipes subspinipes)의 지역 변이 개체이다.